# Gravity (canción de Pixie Lott)
«Gravity» es el cuarto sencillo de la cantante británica Pixie Lott y también el cuarto sencillo de su álbum debut, Turn It Up.
Fue lanzado el 8 de marzo de 2010. Fue escrita por Ina Wroldsen, Jonas Jeberg, Mich Hansen, Lucas Secon y producida por Jonas Jeberg, Cutfather para XL Talents.

## Video
El video musical para la canción fue filmado en enero y se estrenó el 6 de febrero de 2010 en el Canal 4 en el Reino Unido.
Cuenta con Lott y dos bailarinas realizando una rutina de baile contemporánea en tutus negros, de pie, Lott, en una plataforma en un equipo inspirado burlesco (con un vestido negro de plumas, botas altas hasta el muslo y una peluca morena, con un círculo rojo detrás de ella) y también realizar una de rutina aérea en un catsuit rojo. Lott también se ve cantando mientras está acostada sobre un espejo de superficie, dando la impresión de que está flotando en el aire.

## Posicionamiento
| Listas (2010)    | Posición máxima |
| ---------------- | --------------- |
| UK Singles Chart | 20              |
| Irlanda          | 42              |